# Rivière Eastmain
Der Rivière Eastmain ist ein Zufluss der James Bay im Westen der kanadischen Provinz Québec.

## Flusslauf
Er hat seinen Ursprung im nördlichen Zentral-Québec, fließt über 756 km in westlicher Richtung und mündet in die James Bay. Er entwässert ein Gebiet von 46.400 km².
„East Main“ ist ein alter Name für die östliche Seite der James Bay. Die Cree-Siedlung Eastmain liegt an der Mündung.
Seit den späten 1980er Jahren wird ein Großteil des Wassers des Rivière Eastmain nach Norden zum Opinaca-Stausee (950 km² Wasserfläche) umgeleitet. Von dort gelangt es in den Réservoir Robert-Bourassa des La-Grande-Komplexes von Hydro-Québec. Der Unterlauf des Eastmain wird nur noch von einem Bruchteil des ehemaligen Wasservolumens durchflossen, so dass er im Winter gefrieren kann (siehe Fotografie). Der mittlere Abfluss des Flusses betrug vor seiner Umleitung 930 m³/s an der Mündung. Diese erreicht eine Breite von 2,5 km, der Ästuar reicht bis zu 27 km landeinwärts.
Ein weiteres hydroelektrisches Projekt am Mittellauf des Eastmain wurde 2012 vollendet. Es war schon Teil des ursprünglichen Wasserkraftprojekts aus dem Jahre 1975 gewesen. Das Réservoir de l’Eastmain 1 besitzt eine Wasserfläche von 603 km². Der Stausee erhält zusätzlich Wasser vom weiter südlich verlaufenden Rivière Rupert. Unterhalb des Stausees befinden sich die Wasserkraftwerke Eastmain-1 (⊙) und Eastmain-1-A (⊙) mit einer Leistung von 507 bzw. 768 MW. 11 km östlich der beiden Wasserkraftwerke bei Flusskilometer 217 befindet sich der eigentliche Staudamm (⊙), der als Hochwasserentlastung dient. 9 km unterhalb des Damms befindet sich an der Stelle der Stromschnellen Rapides Natwastin ein Wehr (⊙). Bei Flusskilometer 162 befindet sich der Staudamm Digue OA-11 (⊙). Dieser staut gemeinsam mit weiteren Staubauwerken den Rivière Eastmain und den weiter nördlich verlaufenden Rivière Opinaca zum Stausee Réservoir Opinaca auf. Unterhalb des Staudamms fließt der Rivière Eastmain weiter nach Westen. Bei Flusskilometer 111 kreuzt die Route de la Baie James (⊙) den Fluss. 35 km oberhalb der Mündung trifft der Rivière Opinaca rechtsseitig auf den Rivière Eastmain.
Der Eastmain wurde nach dem Ost-Hauptdistrikt der Hudson’s Bay Company benannt, welcher sich östlich und südlich der Hudson Bay erstreckte. Einer der ältesten Pelzhandelsposten wurde am Eastmain im Jahre 1685 errichtet.

## Abflussmessungen
- Rivière Eastmain am Pegel oberhalb der Gorge de Basile – hydrographische Daten bei R-ArcticNET
- Rivière Eastmain am Pegel oberhalb Rivière Cauouatstacau – hydrographische Daten bei R-ArcticNET
- Rivière Eastmain am Pegel oberhalb der Gorge Prosper – hydrographische Daten bei R-ArcticNET
- Rivière Eastmain am Pegel oberhalb der Gorge de Basile – hydrographische Daten bei R-ArcticNET